# 송파어린이영어도서관
송파어린이영어도서관은 서울특별시 송파구에 있는 공립 도서관이다.

## 연혁
- 2011년 12월 28일 개관.